# McKinney (Texas)
McKinney is een stad in de staat Texas in de Verenigde Staten. De stad werd opgericht in 1849 en is de hoofdzetel van Collin County. Zowel de stad als de county zijn vernoemd naar Collin McKinney, een van de ondertekenaars van de Texaanse onafhankelijkheidsverklaring in 1836.

## Bevolking
In de VS wordt McKinney erkend, onder de steden met minstens 50.000 inwoners, als de snelst groeiende stad van het land. Het aantal inwoners steeg van ongeveer 21.300 in
1990 tot ongeveer 96.600 in 2005 en verder tot een geschatte 112.000 in
2007.

### Inwoners
| Jaar | Inwoners | Dichtheid /km² |
| ---- | -------- | -------------- |
| 1970 | 15,193   |                |
| 1990 | 21.283   |                |
| 2000 | 54.369   | 361,8          |
| 2005 | 96.581   |                |
| 2007 | ~112.000 |                |

Bij de volkstelling in 2000 verbleven 18.186 huishoudens en 13.966 gezinnen in de stad. Er waren 19.462 woningen of gemiddeld 129,5 per vierkante kilometer. Van de bevolking was ruim 78% blank, 18% hispanic of latino en 7% zwart. Van de huishoudens waren 63,6% gehuwde koppels en had 45,1% minderjarige kinderen. 19% Was een eenpersoonshuishouden waarvan de helft met een vrouw. 23,2% Was geen gezin en 5,3% was een alleenstaande van 65 jaar of ouder. Een gemiddeld huishouden bestond uit 2,89 leden, een gezin uit 3,29 leden.

### Samenstelling (2000)
| Groep                | %      |
| -------------------- | ------ |
| Blank                | 78,4%  |
| Hispanic/latino      | 18,16% |
| Ander                | 10,23% |
| Zwart                | 7,2%   |
| Gemengd              | 2,07%  |
| Aziatisch            | 1,49%  |
| Indiaan              | 0,54%  |
| Pacifische eilanders | 0,06%  |

### Leeftijden (2000)
| Leeftijd | %     | Som % |
| -------- | ----- | ----- |
| <18      | 30,9% | 30,9% |
| 18-24    | 9,3%  | 40,2% |
| 25-44    | 36,4% | 76,6% |
| 45-64    | 16,5% | 93,1% |
| 64+      | 6,8   | 99,9% |

Van de bevolking zijn mannen met 102,4 per 100 vrouwen in de meerderheid. Bij
de volwassenen zijn de vrouwen in de meerderheid met 99,4 mannen per 100 vrouwen.
8,5% Van de bevolking - 4,9% van de gezinnen - leeft onder de armoedegrens.
Hieronder 9,2% van de minderjarigen en 7,9% van de bejaarden. Het gemiddelde
jaarinkomen per capita bedroeg US$28.185. Het mediaan
inkomen was $63.366 voor de huishoudens en $72.133 voor de gezinnen. Mannen
verdienden $50.663 en vrouwen $32.074.

## Plaatsen in de nabije omgeving
De onderstaande figuur toont nabijgelegen plaatsen in een straal van 12 km rond McKinney.

## Geboren
- Guinn Smith (2 mei 1920), polsstokhoogspringer
- Chad Haga (26 augustus 1988), wielrenner